# Даріо Ясбек Берналь
 Даріо Ясбек Берналь (ісп. Darío Yazbek Bernal; нар. 30 листопада 1990, Мехіко) — мексиканський актор.

## Життєпис
Народився 30 листопада 1990 року у Мехіко в родині кінооператора Серхіо Ясбека та акторки Патрисії Берналь. Його сестра Тамара Ясбек Берналь також акторка. Їхній старший брат від попереднього шлюбу матері — актор Гаель Гарсія Берналь.
Вивчав акторську майстерність у Голдсміт-коледжі Лондонського університету в Англії. 2009 року дебютував в кіно у головній ролі в драматичному трилері «Даніель і Ана» Мішеля Франко. 2017 року працював помічником режисера у його ж фільмі «Доньки Абріль», який брав участь в секції Особливий погляд конкурсної програми Каннського кінофестивалю 2017 року. Того ж року виконав одну з головних ролей у кінодрами «Пейзажі» Родріго Сервантеса, де також був виконавчим продюсером. 2018 року отримав роль Хуліана де ла Мори у серіалі «Дім квітів» виробництва Netflix, яку виконував наступні три роки. 2020 року знявся у головній ролі в фільмі «Новий порядок» М. Франко, удостоєний Гран-прі журі на 77-му Венеційському кінофестивалі.
2023 року виконав головну роль у трилері з елементами чорного гумору «Я не чекаю, що хтось мені повірить» за однойменним напівавтобіографічним романом Хуана Пабло Вільялобоса.

## Вибрана фільмографія
| Рік       |   | Українська назва                   | Оригінальна назва                    | Роль                  |
| --------- | - | ---------------------------------- | ------------------------------------ | --------------------- |
| 2009      | ф | Даніель і Ана                      | Daniel y Ana                         | Даніель Торрес        |
| 2017      | ф | Пейзажі                            | Los paisajes                         | Пабло                 |
| 2018—2020 | с | Дім квітів                         | La casa de las flores                | Хуліан де ла Мора     |
| 2020      | с | Пошуки                             | Historia de un Crimen: La Basqueda   | Альберто Басбас       |
| 2020      | ф | Новий порядок                      | Nuevo orden                          | Алан                  |
| 2021      | ф | Дім квітів: Фільм                  | La casa de las flores: la película   | Хуліан де ла Мора     |
| 2022      | с | Тоді й зараз                       | Now and Then                         | Педро у молодості     |
| 2023      | с | Час вийшов                         | La Hora Marcada                      | Піпо                  |
| 2023      | ф | Я не чекаю, що хтось мені повірить | No voy a pedirle a nadie que me crea | Хуан Пабло Вільялобос |
| 2023      | ф | Дні зоомагазину                    | Pet Shop Days                        | Алехандро             |
| 2024      | ф | Історія про кохання і війну        | Una Historia de Amor y Guerra        | Тео                   |